# Foreverland
Foreverland è l'undicesimo album in studio del gruppo musicale The Divine Comedy, pubblicato nel 2016.

## Tracce
1. Napoleon Complex – 4:45
2. Foreverland – 4:01
3. Catherine the Great – 3:03
4. Funny Peculiar – 2:44
5. The Pact – 2:55
6. To the Rescue – 5:16
7. How Can You Leave Me On My Own – 3:31
8. I Joined the Foreign Legion (To Forget) – 3:41
9. My Happy Place – 4:10
10. A Desperate Man – 2:42
11. Other People – 1:35
12. The One Who Loves You – 3:20

CD Bonus (Edizione Deluxe)
1. 6th of December – 3:52
2. 11th of December – 4:16
3. 13th of December – 2:37
4. 23rd of December – 2:59
5. 3rd of January – 4:11
6. 13th of January – 1:41
7. 15th of January – 1:58
8. 30th of January – 3:33
9. 7th of February – 2:13
10. 22nd of February – 3:49
11. 8th of March – 3:10
12. 27th of March – 1:07
13. 4th of April – 3:33
14. 4th of April (Midnight) – 2:34
15. 3rd of May – 4:16
16. 10th of May – 2:17
17. 21st of May – 3:12
18. 28th of May – 1:07
19. 31st of May – 3:22